# Martin Kelly (Mediziner)
Martin Hirigoyen Kelly (* 7. Mai 1965 in London; † 20. Mai 2008 ebenda) war ein britischer Schönheitschirurg und mit der britischen Schauspielerin Natascha McElhone verheiratet.

## Leben und Karriere
Bekannt wurde Martin Kelly durch sein Engagement in der sogenannten Dritten Welt: Er war Mitbegründer der Organisation Facing The World, die Kindern unter anderem in Afghanistan und Kambodscha notwendige Gesichtsrekonstruktionen ermöglicht. In London war er Mitglied des London Plastic Surgery Associates (LPSA) und in Celebrity-Kreisen als “King of rhinoplasty” (deutsch: „König der Nasenplastik“) bekannt.
Kelly starb am 20. Mai 2008 mit 43 Jahren an einem Herzinfarkt vor seinem Haus in West London. Er hinterließ seine Frau und drei Söhne.